# Karaka

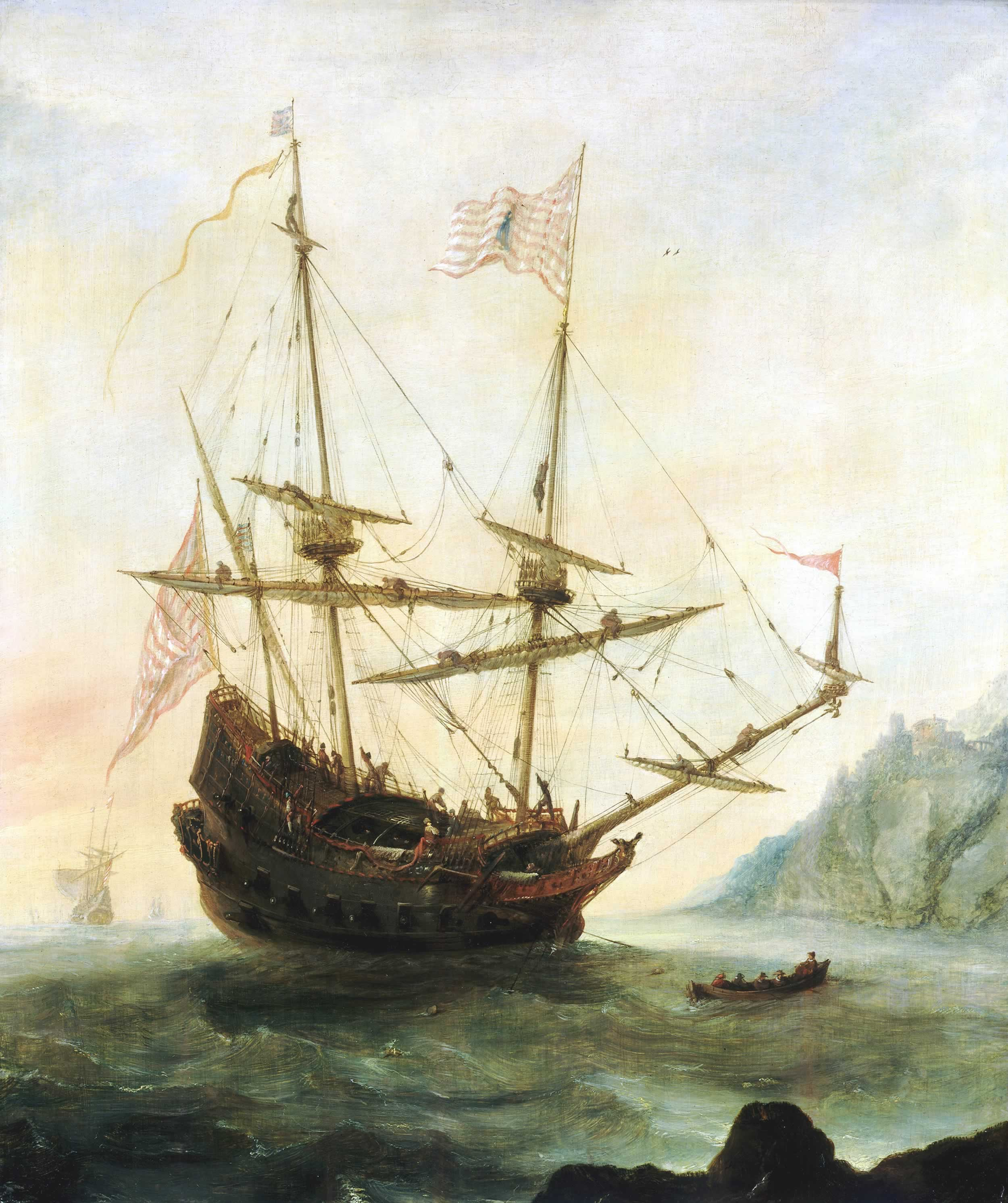
Karaka na obraze Andriese van Eertvelt z roku 1628

Karaka byla obchodní nebo válečná loď, která se začala používat ve 14. století ve Středomoří především v Janově a Benátkách, ale od 15. století byla užívána Portugalskem a Španělskem při jejich výzkumných plavbách podél Afriky a do Ameriky. V průběhu 16. století se z karaky vyvinul mohutnější typ lodi, galeona.

## Název lodi
Označení karaka je španělské (slovo původně pochází z arabštiny, do níž bylo převzato z řečtiny), v Portugalsku se obdobný typ lodi nazýval nau, ve Francii karavela. Označení se někdy volně zaměňují, jindy je karavela považována za menší, případně starší typ karaky. Užití pojmů tedy není zcela jednoznačné. Příčinou nejasností je také to, že středověké lodi nebyly nijak typizovány, takže každá jednotlivá loď byla vlastně originál.

## Parametry lodi
Karaka byla 30–40 metrů dlouhý trojstěžník, jehož šířka dosahovala 1/3 délky. Loď byla velkým a těžkým bachratým plavidlem s vysokými boky a velkou nosností – běžně 1000 tun, někdy až 2000 tun. Měla až čtyři paluby. Na přídi a zádi přecházela paluba do vysoké a hranaté nástavby. Ponor dosahoval až 5 m. Za příznivého větru byly lodi poměrně rychlé, pluly rychlostí až 10 uzlů (asi 18,5 km/h), při bočním větru se plavební vlastnosti lodi výrazně horšily.
Příď lodi prodlužoval vysunutý trám (čelen), který sloužil k upínání lan. První dva stěžně byly jednodílné, nebo později dvojdílné a nesly velké příčné plachty. Zadní jednodílný stěžeň nesl latinskou plachtu. K řízení sloužilo kormidlo ovládané kormidelníkem pomocí jednoduché soustavy pák. Zajímavé je, že kormidelník přes plachtoví neviděl na cestu, takže se během plavby při pobřeží musel spoléhat na pokyny, které mu udílela hlídka na stěžni.

## Konstrukce lodi
Karaky se vyráběly z borového nebo dubového dřeva, někdy se používaly i kombinace dřev (například karaky Vasca da Gamy z r. 1497 byly vyrobeny z kombinace javorového a dubového dřeva), přičemž hřebíky se používaly pouze v nejvíce namáhaných částech, tedy v předním vazu a „zrcadle“, což je tupé ukončení zádi, které od konce 15. století nahrazuje zadní vaz. Tato úspornost vedla ke značné křehkosti lodi, takže při každém nárazu a při bouři hrozilo popraskání trupu. I tak, ač byl trup pečlivě vymazán smolou, do lodi neustále zatékalo, takže se musela odčerpávat voda a přispívalo to i k rychlému hnití potravin. Navíc se v záhybech lodi zachycovaly – zejména v teplých mořích – mušle, řasy a především sášeň lodní (Teredo navalis) a tento měkkýš poškozoval strukturu dřevěného trupu. Proto musela být loď po několika měsících plavby vždy vytažena na souš a vyspravena, a proto se také při každé zastávce doplňovaly na loď zásoby dřeva a smůly.
Prázdná loď má příliš vysoko položené těžiště, kvůli čemuž se neustále houpe a také hlasitě vrže, což k pohodlnému cestování nepřispívá. Loď se nezřídka nepovedlo správně vyvážit, takže se po spuštění na vodu nakláněla a tomu se muselo odpomoci zátěží. Ta se dělila na dvě části. Takzvaná pevná zátěž byla uložena napevno pod prkny ve spodní části lodi a jako tato zátěž sloužily kameny a později i železo aby se dosáhlo co nejnižšího těžiště. Tato zátěž byla uložena maximálně natěsno aby se ani při náklonu lodi nemohla posunout. Druhou částí zátěže byl náklad lodi, místo kterého se na prázdnou loď někdy nakládaly sudy s vodou nebo kameny. Tato zátěž se mohla při náhlém náporu větru a náklonu lodi posunout a bylo poté potřeba ji vracet zpět na místo.
Plachty i trupy lodí bývaly často pestře pomalované a trupy někdy i zdobené řezbami. Běžným omylem je, že se na lodní příď psalo jméno lodi, ve skutečnosti se tento zvyk uplatnil až od 17. století – přestože velké lodě dostávaly jména už od starověku.
Karaky měly dobrou dělovou výzbroj, byly však pomalé a neobratné.

## Posádka
Posádka lodi nezahrnovala jen zkušené námořníky, ale především trestance a dobrodruhy. Obsluha lodi vyžadovala značnou fyzickou sílu, námořníci starší 35 let už byli považováni za staré. Kapitáni lodí museli být muži železné vůle a přísné, někdy i kruté povahy, pokud si chtěli u posádky udržet respekt a poslušnost. Plat námořníků nebyl nijak závratný, ale výhodou bylo, že měli zdarma jídlo a hlavně měli právo vézt si část vlastního zboží, s nímž pak směli volně obchodovat.